# Eiskunstlauf-Weltmeisterschaften 1924
Die 22. Eiskunstlauf-Weltmeisterschaften fanden für die Herren- und Paarkonkurrenz am 26. und 27. Februar 1924 in Manchester, Vereinigtes Königreich und für die Damenkonkurrenz am 16. und 17. Februar 1924 in der norwegischen Hauptstadt Kristiania (heute Oslo) statt.
Die spätere dreifache Olympiasiegerin und zehnfache Weltmeisterin Sonja Henie nahm in diesem Jahr mit elf Jahren zum ersten Mal an Weltmeisterschaften teil und wurde Fünfte.

## Ergebnisse

### Herren
| Platz | Sportler         | Land                   |
| ----- | ---------------- | ---------------------- |
| 1     | Gillis Grafström | Schweden               |
| 2     | Willy Böckl      | Österreich             |
| 3     | Ernst Oppacher   | Österreich             |
| 4     | John Page        | Vereinigtes Königreich |
| 5     | Ludwig Wrede     | Österreich             |
| 6     | Otto Preissecker | Österreich             |
| 7     | Martin Stixrud   | Norwegen               |

Punktrichter waren:
- Ludwig Fänner  Österreich
- Reidar Lund  Norwegen
- Eugen Minich  Ungarn
- C. L. Wilson  Vereinigtes Königreich
- H. R. Yglesias  Vereinigtes Königreich

### Damen
| Platz | Sportlerin       | Land               |
| ----- | ---------------- | ------------------ |
| 1     | Herma Szabó      | Österreich         |
| 2     | Ellen Brockhöft  | Deutsches Reich    |
| 3     | Beatrix Loughran | Vereinigte Staaten |
| 4     | Gisela Reichmann | Österreich         |
| 5     | Sonja Henie      | Norwegen           |
| 6     | Klara Johansen   | Norwegen           |
| 7     | Ragnvi Torslow   | Schweden           |

Punktrichter waren:
- Josef Fellner  Österreich
- Fritz Hellmund  Deutsches Reich
- Reidar Lund  Norwegen
- M. Mikkelsen  Norwegen
- Thor B. Poulsen  Norwegen

### Paare
| Platz | Sportler                         | Land                   |
| ----- | -------------------------------- | ---------------------- |
| 1     | Helene Engelmann / Alfred Berger | Österreich             |
| 2     | Ethel Muckelt / John Page        | Vereinigtes Königreich |
| 3     | Elna Henrikson / Kaj af Ekström  | Schweden               |

Punktrichter waren:
- Ludwig Fänner  Österreich
- Reidar Lund  Norwegen
- Eugen Minich  Ungarn
- C. L. Wilson  Vereinigtes Königreich
- H. R. Yglesias  Vereinigtes Königreich

## Medaillenspiegel
| Platz | Land                   | Gold | Silber | Bronze | Gesamt |
| ----- | ---------------------- | ---- | ------ | ------ | ------ |
| 1     | Österreich             | 2    | 1      | 1      | 4      |
| 2     | Schweden               | 1    | –      | 1      | 2      |
| 3     | Deutsches Reich        | –    | 1      | –      | 1      |
| 3     | Vereinigtes Königreich | –    | 1      | –      | 1      |
| 5     | Vereinigte Staaten     | –    | –      | 1      | 1      |